# 피옴비노 후국
피옴비노 후국(이탈리아어: Principato di Piombino, 독일어: Fürstentum Piombino)은 피옴비노와 엘바섬 인근 지역을 중심으로 한 이탈리아반도의 소국가이며, 1594년 이전에는 피옴비노 영주국(이탈리아어: Signoria di Piombino)으로 불렸다. 1805년에 루카 지역을 흡수하면서 루카피옴비노 공국이 되었고, 1815년에는 토스카나 대공국으로 흡수된다.

## 통치자 목록
- 이아코포 1세
- 게라르도 1399–1404
- 이아코포 2세 1404–41
- 파올라 1441–45
- 리날도 1445–50
- 카테리나 1445–51
- 에마누엘레 1451–57
- 이아코포 3세 1457–74
- 이아코포 4세 1474–1511
- 이아코포 5세 1511–45
- 이아코포 6세 1545–85
- 알레산드로 1585–89
- 이아코포 7세 1589–1603 (1594년 이후 대공)
- 루돌프 1603–11
- 이사벨라 1611–28
- 펠리페 1628–34
- 니콜로 1세 1634–64
- 조반 바티스타 1664–99
- 니콜로 2세 1699–1700 (그의 어머니 안나 마리아 아르두이노<Anna Maria Arduino>의 섭정을 받음)
- 올림피아 1700
- 이폴리타 1701–33 (그레고리오와의 공정 섭정<1701–07>)
- 엘레오노라 1734–45
- 가에타노 1745–77
- 안토니오 1778–1805 (1799년과 1801년에 프랑스군에 의해 폐위당함)